# Best of Me (Alicia Keys)
Best of Me è un singolo della cantautrice statunitense Alicia Keys, pubblicato il 28 ottobre 2021 come secondo estratto dal l'ottavo album in studio Keys. Nella stessa data sono state rese disponibili entrambe le versioni del brano, contenute nelle parti dell'album Originals e Unlocked.

## Descrizione
Il brano R&B, è stato realizzato in due versioni Originals e Unlocked, presentandosi in ambedue i cd che costituiscono l'album Keys. In entrambe le versioni è presente un campionamento di Cherish the Day del gruppo britannico Sade. In un'intervista su Entertainment Weekly con Marcus Jones, Keys ha spiegato il processo creativo della canzone:
(Alicia Keys)

## Accoglienza
Scrivendo per il New York Times, Jon Pareles ha trovato che «il brano è ipnotico e esteso, che si affievolisce piuttosto che risolversi, come se potesse andare avanti all'infinito». Nella sua recensione dell'album, Liam Inscoe-Jones di The Line of Best Fit ha ritenuto il brano «cupo» che «evoca un'atmosfera glaciale grazie a una batteria sferragliante e propulsiva e a uno strato profondo di synth vorticosi; è semplice, ma evoca un'atmosfera da brividi eccitanti». Rolling Stone definisce la canzone «un momento di estasi potente», apprezzando la scrittura della Keys con Raphael Saadiq.

## Video musicale
Il video, diretto da TT The Artist, è stato reso disponibile il 29 ottobre 2021 attraverso il canale YouTube della cantante. Nel video sono presenti cameo della Keys assieme al marito Swizz Beatz e ai figli della coppia Egypt e Genesis.

## Tracce
Download digitale
Testi e musiche di Alicia Keys, Sade Adu, Raphael Saadiq, Andrew Hale, Stuart Matthewman e Sam Morton.
1. Best of Me (Original) – 3:58

Download digitale
Testi e musiche di Alicia Keys, Sade Adu, Andrew Hale, Barry White, Stuart Matthewman, Raphael Saadiq e Mike Will Made It.
1. Best of Me (Unlocked) – 3:44